# Hemerotrecha neotena
Hemerotrecha neotena är en spindeldjursart som beskrevs av Muma 1989. Hemerotrecha neotena ingår i släktet Hemerotrecha och familjen Eremobatidae. Inga underarter finns listade i Catalogue of Life.